# (12727) Cavendish
Pour les articles homonymes, voir Cavendish.
(12727) Cavendish est un astéroïde de la ceinture principale.

## Description
(12727) Cavendish est un astéroïde de la ceinture principale. Il fut découvert le 14 août 1991 à La Silla par Eric Walter Elst. Il présente une orbite caractérisée par un demi-grand axe de 2,27 UA, une excentricité de 0,09 et une inclinaison de 5,9° par rapport à l'écliptique.

## Compléments